# Before I Go to Sleep
Before I Go to Sleep är en brittisk-amerikansk thrillerfilm från 2014 i regi av Rowan Joffé. Filmen handlar om Christine Lucas (Nicole Kidman) som drabbats av allvarlig minnesförlust i samband med en trafikolycka. De nya erfarenheter hon dagligen gör utplånas i hennes minne när hon sover på natten. Christine kämpar för att återfå sitt minne för att kunna få reda på vad som egentligen har hänt i hennes liv de senaste tjugo åren.